# Fortuna Hemgården
Fortuna Hemgården is een wijk in het oostelijke stadsdeel Husie van de Zweedse stad Malmö. De wijk telt 227 inwoners (2013) en heeft een oppervlakte van 1,46 km².
De wijk werd in 2009 aangebouwd tussen de straat Tullstorpsvägen en ringweg Yttre Ringvägen (E6) en ten noorden van Sallerupsvägen. Het merendeel behoorde tot dan bij de wijk Södra Sallerup. Het voormalige dorp Tullstorp maakte echter deel uit van Toftanäs. Nu grenst de wijk aan Södra Sallerup in het oosten, Östra Skrävlinge in het zuiden, Toftanäs in het westen en de gemeente Burlöv in het noorden.